# 艾哈
艾哈（西班牙語：Aija），是秘魯的城鎮，位於該國北部安卡什大區，處於雷奈伊西南面的內格拉山脈，是艾哈省的首府，該城鎮海拔高度3,363米，2005年人口1,270。
9°46′S 77°38′W / 9.767°S 77.633°W